# Sovjetrepubliek der Bergvolkeren
De Sovjetrepubliek der Bergvolkeren (Russisch: Горская Автономная Социалистическая Советская Республика; Gorskaja Autonome socialistische sovjetrepubliek) was een autonome republiek van de Sovjet-Unie die ontstond op 20 januari 1921 door een conferentie in Vladikavkaz, waar door een aantal leiders van de bergvolkeren van de noordelijke Kaukasus werd ingestemd met aansluiting tot de Sovjet-Unie. De sovjetrepubliek was ontstaan uit de Bergrepubliek van de Noordelijke Kaukasus en het Emiraat Noord-Kaukasus en bij het opstellen van deze nieuwe republiek was Stalin persoonlijk aanwezig. Dit verdrag viel in een tijd dat de Bolsjewieken nog bezig waren met het idee dat elke natie een eigen staat moest krijgen.
De bergvolkeren omvatten onder meer Ingoesjen, Kabardijnen en Balkaren, Karatsjaïers, Osseten, Tsjerkessen en de Tsjetsjenen.
Er werd door de bergvolkeren een aantal voorwaarden gesteld aan de republiek:
- de wetgeving in de republiek moest gebaseerd zijn op de sharia en de adab
- de republiek moest volledige autonomie hebben met betrekking tot binnenlandse zaken
- land dat in de geschiedenis was ontnomen aan de bergvolkeren door de tsaren moest worden teruggegeven

Het gebied besloeg 73.000 km² en de bevolking bedroeg ongeveer 800.000. Binnen de ASSR waren 6 nationale districten aangewezen voor de verschillende volkeren.
In november 1922 werd het Tsjetsjeense nationale district afgescheiden van de republiek en omgevormd tot de Tsjetsjeense autonome oblast om daarmee de nationalisering tegen te gaan en het gebied voor te bereiden op het communisme. 
De staat verdween uiteindelijk op 7 juli 1924 toen de overige districten ook omgevormd werden tot autonome oblasten en de volkeren gedwongen werden om hun nationalistische idealen en verworvenheden af te leggen en de communistische collectivisaties begonnen.
Het gebied bestaat nu uit de Russische autonome republieken Kabardië-Balkarië, Karatsjaj-Tsjerkessië, Ingoesjetië, Noord-Ossetië en Tsjetsjenië.